# Laura Dern
Laura Elizabeth Dern (Los Angeles, 10 de fevereiro de 1967) é uma atriz, cineasta e produtora de cinema norte-americana vencedora do Oscar e Emmy.
Laura trabalhou em filmes como Smooth Talk (1985), Veludo Azul (1986), Fat Man e Little Boy (1988), Wild at Heart (1990), Jurassic Park (1993) e  October Sky (1999). Por seus desempenhos em Rambling Rose (1991) e Wild (2014), foi indicada ao Oscar de Melhor Atriz e Melhor Atriz Coadjuvante, respectivamente. Já por seus trabalhos na televisão, recebeu o Emmy de Melhor Atriz Coadjuvante em Minissérie ou Telefilme por Big Little Lies e quatro Golden Globes, dois de Melhor Atriz Coadjuvante em série, minissérie e telefilme por Recount (2008) e Big Little Lies (2017), um de Melhor Atriz em Minissérie ou Telefilme por Afterburn (1993) e um de Melhor Atriz em Série de Comédia por Enlightened (2012).
Por sua performance em Marriage Story (2020), ganhou seu quinto Globo de Ouro, seu segundo Critics' Choice, e os SAG Awards, BAFTA e Óscar na categoria de Melhor Atriz Coadjuvante.

## Biografia
Laura é filha dos atores Bruce Dern e Diane Ladd, e bisneta do ex-governador de Utah George Dern. O escritor Archibald MacLeish foi seu tio-avô. O primeiro trabalho de Laura foi uma breve aparição em White Lightning, e depois, também com sua mãe, em Alice Doesn't Live Here Anymore, um dos mais importantes trabalhos dela. Diane Ladd se opôs à presença da filha (então com 13 anos) nos sets de Ladies e Gentlemen, The Fabulous Stains, e Laura requereu sua emancipação.

## Carreira
Em meados da década de 1980, Laura obteve aplausos da crítica por seus papéis em Mask, Veludo Azul e Wild at Heart. Sua interpretação em Veludo Azul foi um avanço em sua carreira, mas seu filme seguinte, Wild at Heart, levou quatro anos para ficar pronto. A parceria com David Lynch continuou com Inland Empire. Em 1992, Laura e sua mãe se tornaram o primeiro caso de mãe e filha concorrendo ao Oscar pelo mesmo filme — Rambling Rose. Em 1993, Laura interpretou a dra. Ellie Sattler no megassucesso de Steven Spielberg Jurassic Park. No mesmo ano, Clint Eastwood a convocou para trabalhar em A Perfect World. Depois, interpretou o papel-título em Citizen Ruth (estreia de Alexander Payne na direção), no qual Diane Ladd fez uma breve aparição, ouvindo uma série de insultos da personagem de Laura.
Em 1997, Laura estrelou o videoclipe de Widespread Panic "Aunt Avis", dirigido por seu namorado e futuro marido Billy Bob Thornton. Em 1998, Laura atuou em The Baby Dance, contracenando com Jodie Foster, que a dirigiu. Enquanto namorou Thornton em 1999, interessou-se pelo filme dele Daddy e Them, no qual também trabalhou Diane Ladd. Laura também foi dirigida por Joe Johnston em October Sky.
Robert Altman requereu Laura para a comédia Dr. T & the Women, em 2000. Depois, ela coestrelou Within These Walls e ainda Focus e Novocaine, de Arthur Miller. Em Jurassic Park III seu papel diminuiu de importância, e ela coadjuvou I Am Sam. Em 2002, estrelou Damaged Care, e em 2004, We Don't Live Here Anymore. Atuou na comédia dramática Happy Endings em 2005, e trabalhou em The Prize Winner of Defiance, Ohio em 2006, ano em que ela e Lynch se juntaram para filmar Inland Empire e em que ela atuou em Lonely Hearts. O roteirista Mike White, conhecido por School of Rock e The Good Girl, escolheu-a para estrear na direção, na comédia Year of the Dog, com Molly Shannon, John C. Reilly e Peter Sarsgaard; em 2008, Laura estrelou Recount, pelo qual recebeu o Globo de Ouro de melhor atriz em série ou telefilme. Depois disso, Laura Dern pôde ser vista na produção independente de 2009 Tenderness e, em 2010, em Little Fockers, no papel de uma diretora de escola que tem um caso com Owen Wilson.
Laura tem feito vários trabalhos para a TV. Por Afterburn, ela recebeu o Globo de Ouro de melhor atriz em seriado ou telefilme. Também coestrelou The West Wing, dublou King of the Hill e interpretou uma lésbica que influencia Ellen DeGeneres a sair do armário na telessérie Ellen. Em 24 de abril de 2007, no talk show de DeGeneres, Laura revelou que ficou mais de um ano sem atuar por causa da repercussão negativa daquele episódio, o qual, mesmo assim, classificou como uma "experiência extraordinária"
Laura tem sido premiada pela indústria independente, como o Sundance Institute, e David Lynch moveu uma agressiva campanha para que ela fosse indicada ao Oscar por Inland Empire. Em 1 de novembro de 2010, ela inaugurou a 2.420ª estrela na Calçada da Fama de Hollywood. Seus pais, Diane Ladd e Bruce Dern, também foram presenteados com suas estrelas.
Desde outubro de 2011, Laura vem trabalhando com sua mãe na série da HBO Enlightened, na qual interpreta Amy Jellicoe. Para a série, Laura trouxe o roteirista Mike Whited de volta à TV, vindo de um colapso em sua carreira. A personagem pratica meditação e a aplica em seu trabalho de médica.
Laura foi também escalada para o filme The Master, com Amy Adams e Philip Seymour Hoffman, estreado em 2012. Em 2014, é lançado o filme Wild, no qual ela interpreta a mãe de Reese Witherspoon. Por esse filme, foi indicada mais uma vez ao Oscar, dessa vez na categoria de melhor atriz coadjuvante. Em 2017, entra para o elenco da série Big Little Lies, no qual venceu seu primeiro Emmy, na categoria de Melhor Atriz Coadjuvante em Minissérie ou Telefilme. A segunda temporada está prevista para 2019.

## Vida pessoal

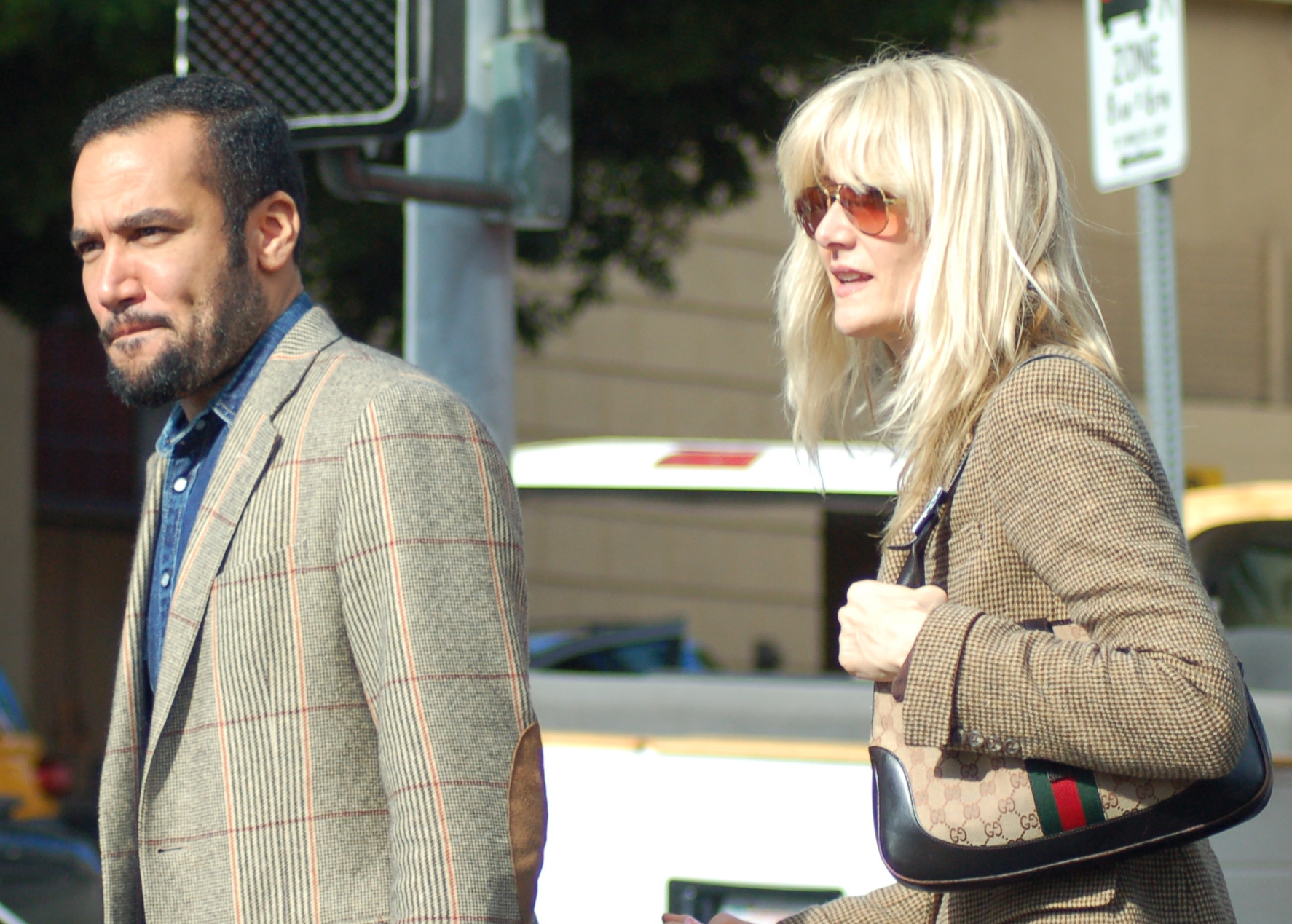
Laura e Ben Harper, em dezembro de 2009.

Laura é uma conhecida ativista e apoia várias instituições de caridade, como a Healthy Child Healthy World, que visa a disseminar a consciência acerca dos males das substâncias tóxicas na saúde infantil.
Durante a 66.ª premiação do Globo de Ouro, em janeiro de 2009, Laura expressou seu apoio ao futuro governo Obama.
Laura teve relacionamentos com Kyle MacLachlan, Nicolas Cage, Renny Harlin, Jeff Goldblum e Billy Bob Thornton (que terminou o namoro abruptamente para se casar com Angelina Jolie). Casou-se com o músico Ben Harper em dezembro de 2005, após um namoro de cinco anos. O casal teve dois filhos: o garoto Ellery Walker (nascido em agosto de 2001) e a menina Jaya (novembro de 2004).
Ben Harper pediu o divórcio em outubro de 2010, na Califórnia, alegando incompatibilidade de gênios. Ele está requerendo a guarda dos filhos e o não pagamento de pensão.

## Filmografia

### Cinema
| Ano  | Titulo                                    | Personagem                     | Notas               |
| ---- | ----------------------------------------- | ------------------------------ | ------------------- |
| 1973 | White Lightning                           | Sharon Anne                    | Não creditada       |
| 1974 | Alice Doesn't Live Here Anymore           | Garota tomando sorvete no cone | Não creditada       |
| 1980 | Foxes                                     | Debbie                         |                     |
| 1982 | Ladies and Gentlemen, The Fabulous Stains | Jessica McNeil                 |                     |
| 1983 | Grizzly II: The Predator                  | Tina                           |                     |
| 1984 | Teachers                                  | Diane Warren                   |                     |
| 1985 | Mask                                      | Diana Adams                    |                     |
| 1985 | Smooth Talk                               | Connie Wyatt                   |                     |
| 1986 | Blue Velvet                               | Sandy Williams                 |                     |
| 1988 | Haunted Summer                            | Claire Clairmont               |                     |
| 1989 | Fat Man and Little Boy                    | Kathleen Robinson              |                     |
| 1990 | Wild at Heart                             | Lula Fortune                   |                     |
| 1990 | Industrial Symphony No. 1                 | Heartbroken Woman              | Concerto musical    |
| 1991 | Rambling Rose                             | Rose                           |                     |
| 1993 | Jurassic Park                             | Dr. Ellie Sattler              |                     |
| 1993 | A Perfect World                           | Sally Gerber                   |                     |
| 1996 | Citizen Ruth                              | Ruth Stoops                    |                     |
| 1996 | Bastard Out of Carolina                   | Narradora (voz)                |                     |
| 1999 | October Sky                               | Miss Riley                     |                     |
| 2000 | Dr. T & the Women                         | Peggy                          |                     |
| 2001 | Daddy and Them                            | Ruby Montgomery                |                     |
| 2001 | Jurassic Park III                         | Dr. Ellie Sattler              |                     |
| 2001 | Focus                                     | Gertrude 'Gert' Hart           |                     |
| 2001 | I Am Sam                                  | Randy Carpenter                |                     |
| 2001 | Novocaine                                 | Jean Noble                     |                     |
| 2002 | Goose                                     | Narradora (voz)                | Curta-metragem      |
| 2004 | We Don't Live Here Anymore                | Terry Linden                   |                     |
| 2005 | Happy Endings                             | Pam Ferris                     |                     |
| 2005 | The Prize Winner of Defiance, Ohio        | Dortha Schaefer                |                     |
| 2006 | Lonely Hearts                             | Rene Fodie                     |                     |
| 2006 | Inland Empire                             | Nikki Grace / Susan Blue       | Também co-produtora |
| 2007 | Year of the Dog                           | Bret                           |                     |
| 2008 | The Monday Before Thanksgiving            | Theresa                        | Curta-metragem      |
| 2009 | Tenderness                                | Aunt Teresa                    |                     |
| 2010 | Everything Must Go                        | Delilah                        |                     |
| 2010 | Little Fockers                            | Prudence Simmons               |                     |
| 2011 | Fight for Your Right Revisited            | Café Patron                    | Short film          |
| 2012 | The Master                                | Helen Sullivan                 |                     |
| 2013 | Jay-Z: Made in America                    | Herself                        | Documentary         |
| 2014 | The Fault in Our Stars                    | Frannie Lancaster              |                     |
| 2014 | When the Game Stands Tall                 | Beverly Ladouceur              |                     |
| 2014 | Wild                                      | Bobbi Lambrecht                |                     |
| 2014 | 99 Homes                                  | Lynn Nash                      |                     |
| 2015 | Bravetown                                 | Annie                          |                     |
| 2016 | Certain Women                             | Laura Wells                    |                     |
| 2016 | The Founder                               | Ethel Kroc                     |                     |
| 2017 | Wilson                                    | Pippi                          |                     |
| 2017 | The Black Ghiandola                       | Médica                         | Curta-metragem      |
| 2017 | The Good Time Girls                       | Clementine                     | Curta-metragem      |
| 2017 | Downsizing                                | Laura Lonowski                 |                     |
| 2017 | Star Wars: The Last Jedi                  | Vice Admiral Amilyn Holdo      |                     |
| 2018 | The Tale                                  | Jennifer Fox                   |                     |
| 2018 | Trial by Fire                             | Elizabeth Gilbert              |                     |
| 2018 | JT LeRoy                                  | Laura Albert                   |                     |
| 2019 | Cold Pursuit                              | Grace Coxman                   |                     |
| 2019 | Marriage Story                            | Nora Fanshaw                   |                     |
| 2019 | Little Women                              | Marmee March                   |                     |
| 2020 | Crazy, Not Insane                         | Narradora (voz)                | Documentário        |
| 2020 | The Way I See It                          | —                              | Produtora           |
| 2022 | Jurassic World: Dominion                  | Dr. Ellie Sattler              |                     |

### Televisão
| Ano        | Título                          | Personagem                      | Notas                                                   |
| ---------- | ------------------------------- | ------------------------------- | ------------------------------------------------------- |
| 1980       | Insight                         | Amy                             | Episódio: "Who Loves Amy Tonight?"                      |
| 1981       | Shannon                         | —                               | Episódio: "Gotham Swansong"                             |
| 1983       | Happy Endings                   | Audrey Constantine              | Telefilme                                               |
| 1984       | The Three Wishes of Billy Grier | Crissy                          | Telefilme                                               |
| 1989       | Nightmare Classics              | Rebecca                         | Episódio: "The Strange Case of Dr. Jekyll and Mr. Hyde" |
| 1992       | Afterburn                       | Janet Harduvel                  | Telefilme                                               |
| 1993       | Fallen Angels                   | Annie Ainsley                   | Episódio: "Murder, Obliquely"                           |
| 1995       | Frasier                         | June (voz)                      | Episódio: "Sleeping with the Enemy"                     |
| 1995       | Down Came a Blackbird           | Helen McNulty                   | Telefilme; também produtora executiva                   |
| 1996       | The Siege at Ruby Ridge         | Vicki Weaver                    |                                                         |
| 1997       | Ellen                           | Susan                           |                                                         |
| 1998       | The Larry Sanders Show          | Ela mesma                       | Episodio: "I Buried Sid"                                |
| 1998       | The Baby Dance                  | Wanda LeFauve                   | Telefilme                                               |
| 2001       | Within These Walls              | Sister Pauline Quinn            |                                                         |
| 2002       | Damaged Care                    | Linda Peeno                     |                                                         |
| 2002       | The West Wing                   | US Poet Laureate Tabatha Fortis | Episódio: "The U.S. Poet Laureate"                      |
| 2002–03    | King of the Hill                | Serving Wench / Katherine (voz) | 2 episodios                                             |
| 2008       | Recount                         | Katherine Harris                |                                                         |
| 2011–13    | Enlightened                     | Amy Jellicoe                    | Também criadora e produtora executiva                   |
| 2013       | Call Me Crazy: A Five Film      | —                               | Diretora (segmento: "Grace")                            |
| 2014       | Kroll Show                      | Cleo                            |                                                         |
| 2014       | Drunk History                   | Nellie Bly                      | Episode: "New York City"                                |
| 2015       | The Mindy Project               | Dr. Ludmilla Trapeznikov        | Episode: "Best Man"                                     |
| 2015–atual | F Is for Family                 | Sue Murphy (voice)              |                                                         |
| 2017-19    | Big Little Lies                 | Renata Klein                    | Emmy                                                    |
| 2017       | The Last Man on Earth           | Catherine                       | Episódio: "Got Milk?"                                   |
| 2017       | Unbreakable Kimmy Schmidt       | Wendy Hebert                    | Episódio: "Kimmy Can't Help You!"                       |
| 2017       | Twin Peaks                      | Diane Evans                     |                                                         |